# Douwe Jan Vincent van Sytzama

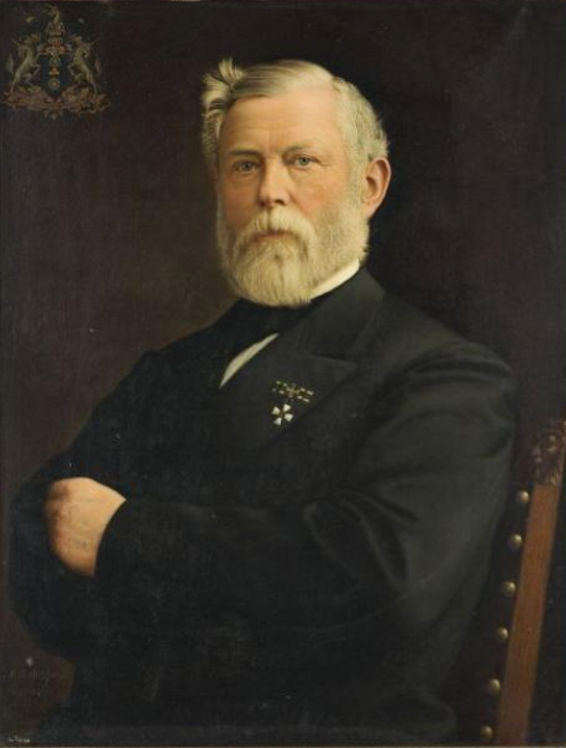
Portret van D.J.V. van Sytzama door H.A. Pothast.

Douwe Jan Vincent baron van Sytzama (Leeuwarden, 18 juli 1816 – Dantumadeel, 11 augustus 1886) was een Nederlands burgemeester.

## Biografie
Van Sytzama, lid van de familie Van Sytzama, was een zoon van Johannes Galenus van Sytzama (1767-1839) en diens derde echtgenote Johanna Lewe (1783-1855). Hij trouwde in 1843 met Adriana Janke Albarda (1822-1891), dochter van de grietman van Ferwerderadeel Jan Albarda en Trijntje de Schepper; zij kregen acht kinderen, onder wie Wilhelmina Christina (1857-1931), die trouwde met Willem Dirk Haitsma Mulier.

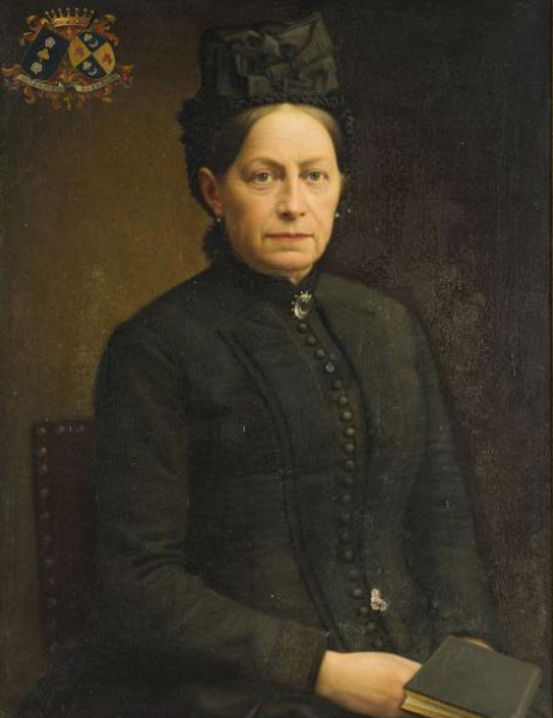
Portret van A.J. Albarda.

Na hun huwelijk woonde het echtpaar, na een ingrijpende verbouwing in 1843, op de Rinsma State. Hij werd in 1846 grietman van Dantumadeel en was van 1851 tot 1876 burgemeester van die gemeente. Hendrik Antoon Pothast schilderde de pendantportretten van het echtpaar Van Sytzama-Albarda.

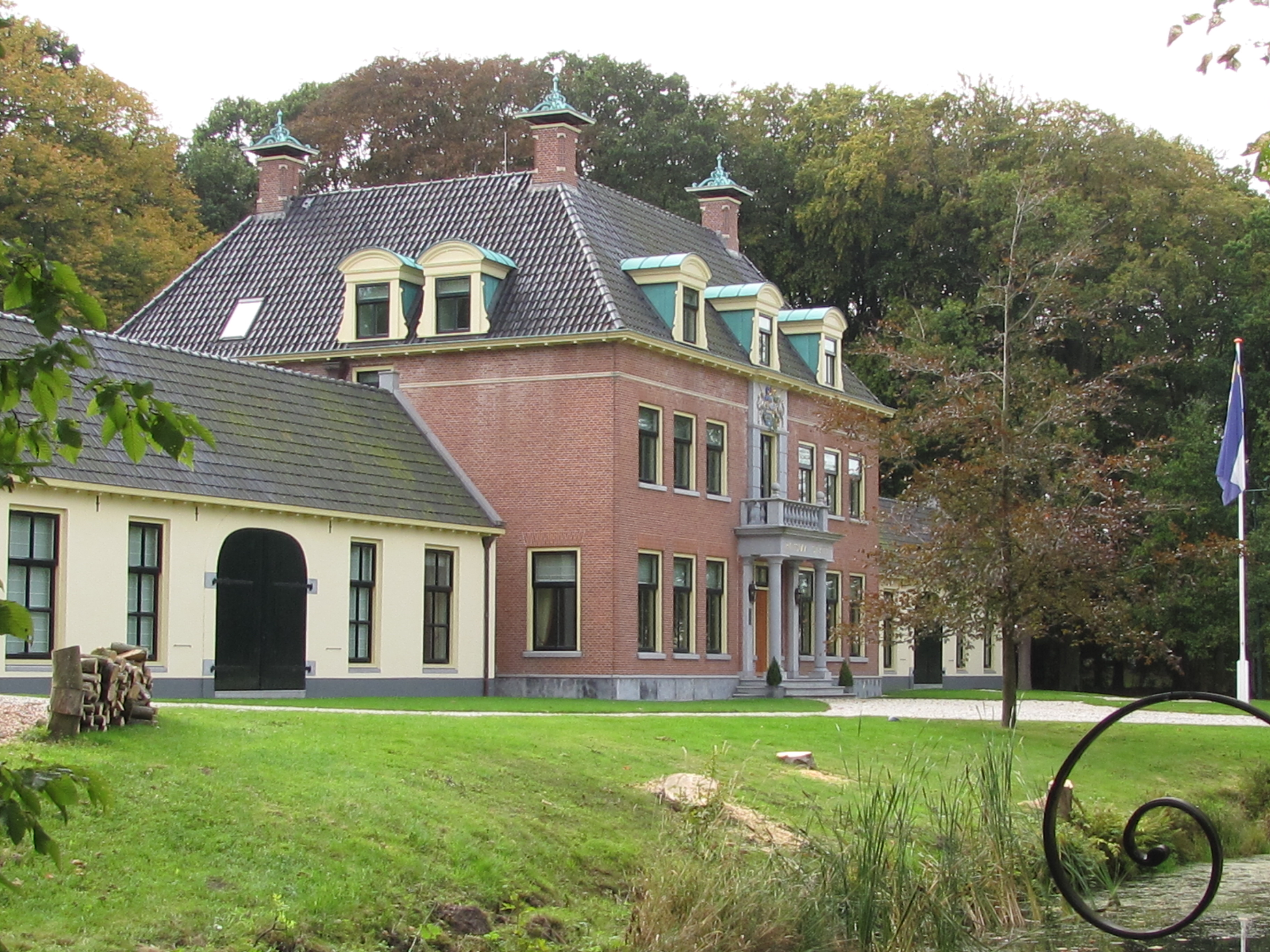
Het Rinsma State in 2009